# Плининг
Плининг (нем. Pliening) — община в Германии, в земле Бавария. 
Подчиняется административному округу Верхняя Бавария. Входит в состав района Эберсберг. Население составляет 5159 человек (на 31 декабря 2010 года). Занимает площадь 22,80 км².
Община подразделяется на 4 сельских округа.